# Abraham Ben Meir Ibn Ezra
Abraham Ben Meir Ibn Ezra, judovski pesnik in učenjak, * 1089, † 1167.
Pisal je posvetne in religiozne pesmi, ki so postale del judovske liturgije. V hebrejsko poezijo je vnesel dialog in živalske like. Pomemben je bil tudi kot slovničar hebrejskega jezika in komentator Stare zaveze Svetega Pisma.

## Delo
- Struktura hebrejščine (1146)